# Widsith
El Widsith és un poema en anglès antic (Old English), en vers al·literatiu, de 143 línies, probablement compost el segle vii, si bé amb interpolacions posteriors. El poema només es troba recollit en l'actualitat en el Llibre d'Exeter (Exeter Book), un manuscrit de la poesia en anglès antic compilada a finals del segle x que conté aproximadament una sisena part de tota poesia en anglès antic que ha pervingut. El Widsith està inclòs, en el referit llibre, entre els poemes Vainglory i The Fortunes of Men. El Llibre d'Exeter es troba a la Catedral d'Exeter, al sud-oest d'Anglaterra, des que el 1076 fou objecte de donació a favor d'aquesta per part del primer bisbe d'Exeter, Leofric.
El poema consisteix majoritàriament la relació que el suposat scop (poeta oral o ministrer germànic ambulant) anomenat Widstht (el nom del qual significa "el que ha viatjat lluny"), fa dels llocs on ha estat i dels herois, reis, tribus i corts que ha conegut.
Conté una breu introducció de l'idealitzat Widsith, que passa a facilitar el que probablement fóra una llista mnemònica de tribus i cabdills, seguida per un resum de les tribus i corts que ha visitat, amb intercalacions sobre els elogis i recompenses que ha rebut per les seves declamacions. Acaba amb un breu comentari de la importància i fama dels poetes com el mateix Widsith.